# Abbas I Wielki

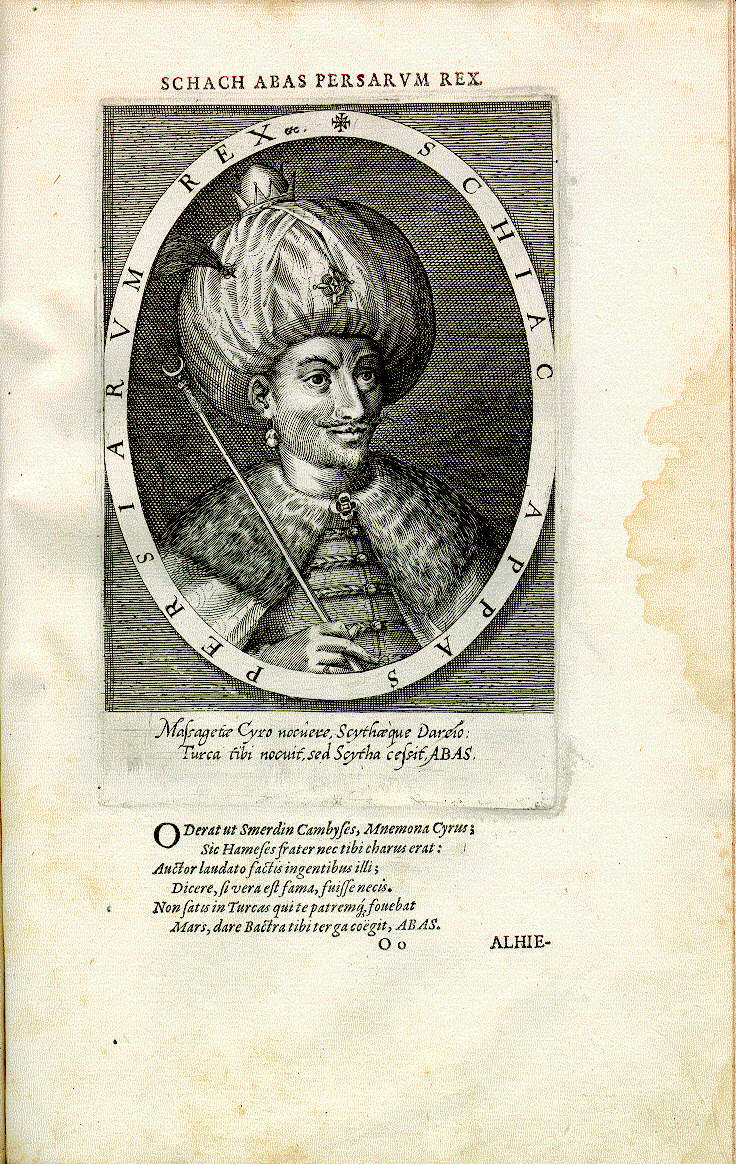
Abbas I Wielki, drzeworyt Dominicusa Custosa z Antwerpii

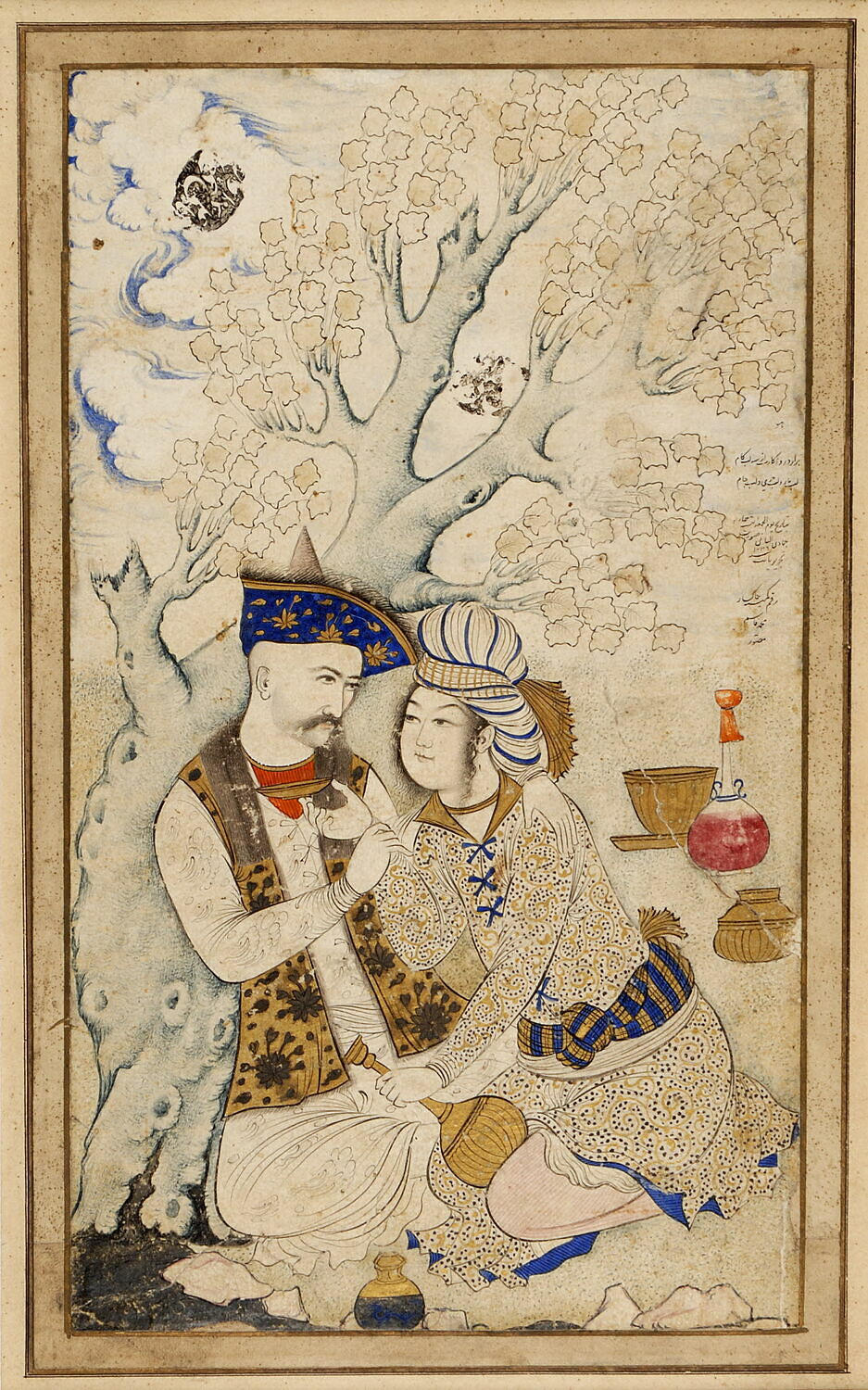
Szach Abbas z paziem, miniatura Mohammada Ghasema. Isfahan, 1627. Luwr

Abbas I Wielki (I Abbas Səfəvi; شاه عباس بزرگ) (ur. 27 stycznia 1571 w Heracie, zm. 19 stycznia 1629 w Mazandaranie) – szach Persji od 1587 z dynastii Safawidów.
Syn szacha Mohammada Chodabande i księżniczki gruzińskiej. Był twórcą nowoczesnego państwa perskiego. Zaraz po wstąpieniu na tron utemperował turkmeńskich przywódców szczepowych, którzy do tej pory faktycznie rządzili krajem. Przeprowadził reformy administracyjne, modernizację armii, rozwinął handel. W 1590 zakończył wojnę z Osmanami, na jakiś czas zrzekając się na ich rzecz znacznych terytoriów, aby wyprzeć Uzbeków z północno-wschodnich części kraju. Do 1618 odzyskał te ziemie. Opanował także część Iraku nad Zatoką Perską. Stolicę państwa przeniósł z Kazwinu do Isfahanu, który rozbudował.

## Początki panowania
W pierwszych dniach października 1588 dokonał zamachu stanu, detronizując i więżąc swego ojca. W dokonaniu zamachu pomógł mu dowódca gwardii pałacowej Gholi Ostajlou, którego w rok później kazał zamordować. W kraju panowała anarchia, a na północy, w Chorezmie, panoszyli się Uzbecy. Wojna z nimi była zacięta, ale po wielkiej bitwie pod Heratem Uzbecy zostali pokonani i wyparci z granic Persji.

## Pierwsza wojna z Osmanami
Krótko po przeniesieniu stolicy 1592 do Isfahanu na dworze Abbasa zjawił się Anglik Robert Shirley, któremu szach powierzył reorganizację i reformę armii. Z tą nową armią Abbas pokonał w 1603 Osmanów, zmuszając do zwrotu uprzednio zabranych Persji terytoriów, w tym Bagdadu. W 1605 odniósł zwycięstwo w bitwie pod Basrą rozszerzając swe posiadłości poza Eufrat. W 1611 sułtan Ahmed I został zmuszony do oddania mu Szirwanu i Kurdystanu.

## Druga wojna z Osmanami
W 1615, tłumiąc powstanie w Gruzji, wymordował 60 tysięcy Gruzinów, a dalsze 100 tysięcy deportował. Doszczętnie zniszczył połączone siły turecko-tatarskie pod Sulmaniją w Iraku i zawarł korzystny dla siebie pokój w 1618. Osmanowie wkrótce zerwali traktat i podjęli działania wojenne, lecz przegrali ponownie, a Abbas w 1623, po ponad rocznym oblężeniu, odebrał im Bagdad, dając początek długotrwałej wojnie z Turcją trwającej do 1639 roku. Rok wcześniej (1622) zaanektował (z pomocą Anglików) wyspę Ormuz w cieśninie o tej samej nazwie – do tej pory portugalską kolonię. Od tej pory cały handel z Indiami i Molukami miał iść przez portowe miasto tej wyspy, które nazwał Bandar Abbas na swoją cześć.

## Charakterystyka
Był zręcznym dyplomatą – wysyłał Shirleya, jako swego posła, do Hiszpanii, Anglii i Italii, dążąc do zawarcia paktów militarnych wymierzonych przeciwko Osmanom. Krajem rządził roztropnie, w praktyce stosując zasadę tolerancji religijnej (w Armenii), popierając architektów i malarzy, w czym daleki był od ortodoksyjnych władców islamskich tamtej epoki. Wg relacji Sefera Muratowicza miał mu się w roku 1601 przedstawić jako tajny wyznawca katolicyzmu.
Kiedy zmarł, zostawił po sobie państwo sięgające od Tygrysu po Indus. Cieniem na wizerunku Abbasa kładzie się jego okrucieństwo, szczególnie wobec własnej rodziny. Bojąc się, że mogą kiedyś pójść jego śladem i obalić go, swych licznych krewnych pozamykał w pałacach tak strzeżonych, by nie docierały do nich żadne wieści ze świata. Kazał zamordować swego najstarszego syna, a na swego sukcesora wyznaczył wnuka imieniem Safi.